# Hermann Joseph

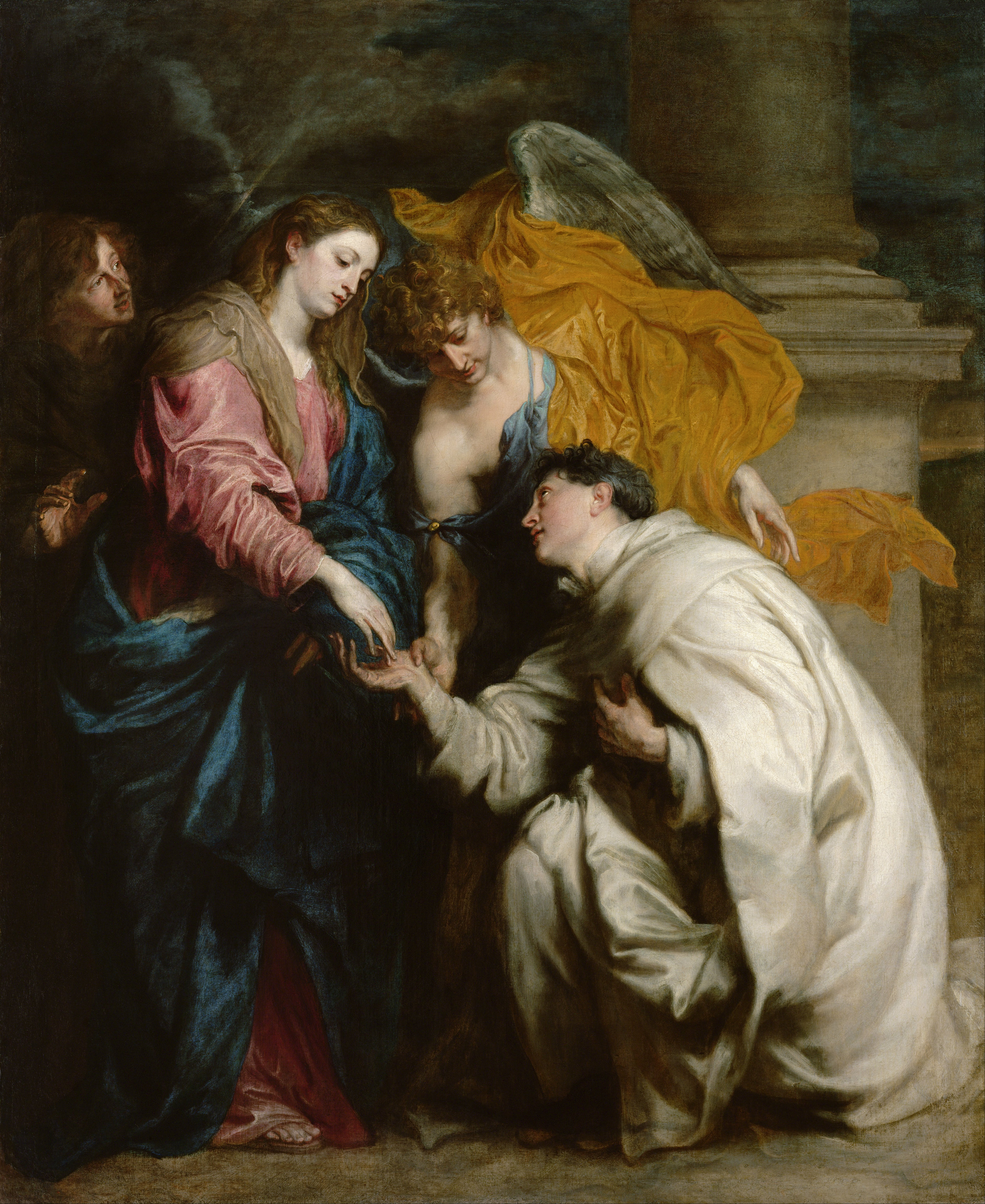
A Visão do Bem-aventurado Hermano José, de Antônio de Dyck.

São Hermano José, O.Praem., (ca. 1150  –    7 de abril de 1241) era um cânone premonstratensiano alemão regular e místico. Nunca canonizado formalmente, em 1958, seu status de santo da Igreja Católica Romana foi formalmente reconhecido pelo papa Pio XII .

## Vida
Ele nasceu em Colônia. De acordo com a biografia de Razo Bonvisinus, contemporâneo e prior da Abadia de Steinfeld ( Acta Sanctorum, 7 de abril de I, 679), Hermano era filho de pais nobres, mas pobres. Aos sete anos de idade, ele freqüentou a escola e, desde muito cedo, era conhecido pela devoção à Santíssima Virgem. Em todos os momentos disponíveis, ele podia ser encontrado na igreja de Santa Maria, no Capitólio, onde se ajoelhava envolto em oração a Maria. Bonvisino afirma que o menino uma vez apresentou uma maçã, salva de seu próprio almoço, a uma estátua de Jesus, que a aceitou. De acordo com ainda outra lenda, em outra ocasião, quando em um dia frio ele apareceu com os pés descalços, Maria deu-lhe os meios de comprar sapatos.
Aos doze anos, ele entrou na abadia dos cânones regulares do Premonstratensianos (mais conhecido como Norbertineos ) em Steinfeld. Como ele era jovem demais para ser aceito na Ordem, ele foi enviado para fazer seus estudos na Holanda. Ao retornar, fez os votos e recebeu o hábito. Como novato, ele foi incumbido inicialmente do serviço do refeitório e depois da sacristia.
Depois de sua ordenação, Hermano às vezes era enviado para desempenhar os deveres pastorais e também era muito procurado pela confecção e reparo de relógios. No final de sua vida, ele tinha sob seu comando o bem-estar espiritual das freiras cistercienses de Hoven , perto de Zülpich, a quem ele serviu como capelão. Lá ele morreu e foi enterrado no claustro. Seu corpo foi posteriormente transferido de volta para Steinfeld, onde sua tumba de mármore e uma foto grande podem ser vistas até os dias atuais; partes de suas relíquias estão em Colônia e em Antuérpia. Ele é representado na arte como ajoelhado diante de uma estátua da Virgem e do Menino e oferecendo uma maçã.
O processo de canonização foi iniciado em 1626, a pedido do arcebispo Fernando de Colônia e do imperador Fernando II, mas foi interrompido. Sua festa, no entanto, continuou a ser celebrada em 4 de abril pelos membros de sua Ordem, e o nome do Beato Hermano foi listado no suplemento pré-estratensiano da Martirologia Romana. Eles também comemoram a translação de suas relíquias em 24 de maio.
Seu status de santo foi confirmado pelo papa Pio XII em 1958. (Os Padres Salvatorianos, que passaram a ocupar a abadia em Steinfeld nos tempos modernos, optaram por executar esse processo menos oneroso e envolvido - conhecido como Confirmatio Cultus -, em vez de realizar um processo de canonização completo. ) Seu dia de festa atual no calendário da diocese de Colônia é 21 de maio.

## Trabalho
Seus trabalhos são: "Um comentário sobre o cântico dos cânticos", que está perdido; "Opuscula" (nova edição, Namur, 1899), incluindo: "Duodecim gratiarum actiones"; "Jubilus seu Hymnus de SS. Undecim millibus Virginibus"; "Oratio ad Dominum nostrum Jesum Christum", extraído em grande parte do Cântico dos cânticos; "Alia Oratio"; "Precula de quinque Gaudiis B. Mariae V." Não é certo se os três últimos são obras de Hermann, embora geralmente sejam atribuídos a ele.